# Villgratner Berge
Die Villgratner Berge, auch Defregger Gebirge oder Deferegger Alpen, sind eine Gebirgsgruppe der zentralen Ostalpen. Zusammen mit der Ankogelgruppe, der Goldberggruppe, der Glocknergruppe, der Schobergruppe, der Kreuzeckgruppe, der Granatspitzgruppe, der Venedigergruppe und der Rieserfernergruppe bilden die Villgratner Berge die Großgruppe der Hohen Tauern. Höchster Gipfel der Gebirgsgruppe ist die Weiße Spitze mit einer Höhe von 2962 m ü. A.

## Lage
Ungefähr zwei Drittel der Fläche der Villgratner Berge liegt in Österreich im Bundesland Tirol und ein Drittel in Italien in der Provinz Südtirol.
Die Gebirgsgruppe liegt im Süden der Hohen Tauern. Lienz, die Bezirkshauptstadt von Osttirol, befindet sich an der Ostseite des Gebirges. Olang im Pustertal befindet sich an der Westseite. Namensgeber ist das Villgratental, das von Süden aus in die Gruppe hineinführt.
Die Villgratner Berge sind in jeder Hinsicht eine stille Gebirgsgruppe. Spektakuläre Bergziele fehlen ebenso wie eine übermäßige Erschließung mit Seilbahnen und Straßen. Der Bergwanderer und Naturfreund hingegen findet in diesen Bergen noch Stille und Naturerlebnis. Berühmt ist das Gebirge für eine Vielzahl von malerisch gelegenen Bergseen, seine vielfältige Pflanzenwelt und die noch relativ intakten Almmähder. Insbesondere das namensgebende Villgratental und das westlich benachbarte Gsieser Tal gelten im Winter als Skitourenparadies.

## Begriffsgeschichte und Namensgebung

### Gebirgsgruppe
Das Gebirgsgruppe in ihren heutigen Grenzen wurde 1845 von Adolf Schaubach in seinem Standardwerk Die Deutschen Alpen als südliche Untergruppe der Gruppe Riesenfernergruppe und Tefferecker Gebirge eingeführt. Diese Gruppe umfasste neben dem Tefferecker Gebirge auch die Riesenfernergruppe (Rieserfernergruppe) sowie das Virgerner Gebirge (Lasörlinggruppe und Panargenkamm). Die Namensgebung wurde 1887 von August Böhm von Böhmersheim in seiner bedeutenden Einteilung der Ostalpen kritisiert und durch Villgrattener Gebirge ersetzt. Da sich das Villgratental vollständig und zentral innerhalb der Villgratner Berge befindet, während das Defereggental lediglich am Nordrand der Gebirgsgruppe liegt, empfiehlt sich die Schaubach’sche Benennung nach von Böhm nicht. Die Umbenennung etablierte sich in der alpinen Literatur rasch. So wählte Ludwig Purtscheller beim 1897 erschienenen, ersten Führer für die Villgratner Berge bewusst diese Benennung und gestand der Bezeichnung Deferegger Gebirge nur mindere Berechtigung zu.
Im Rahmen der Annexion Südtirols wurde nach dem Ersten Weltkrieg der Westteil der Villgratner Berge politisch ein Teil Italiens und offiziell in Monti di Casies umbenannt. Dabei handelt es sich aber um keinen gewachsenen Flurnamen, sondern um eine Übersetzung von Ettore Tolomei. Deutschsprachige Südtiroler verwenden häufig die Bezeichnung Gsieser Berge.
Historisch und formal korrekt ist also die Bezeichnung Villgratner Berge für den gesamten Gebirgszug zwischen dem Hochstein westlich von Lienz und dem Staller Sattel. Auf Landkarten findet sich aber ebenso der Name Defereggengebirge für den zu Österreich gehörenden Ostteil wie der Name Gsieser Berge/Monti di Casies für den zu Italien gehörenden Westteil.
Trotzdem ist im regionalen Sprachgebrauch der Begriff „Villgrater Berge“ üblich, und er hat sich gegenüber der germanisierten, verschriftlichen Interpretation (Villgratner Berge) in den jüngsten alpinhistorischen Darstellungen zur Talschaft durchgesetzt.

### Höchster Gipfel
Im Zentrum der Gruppe erheben sich zwei annähernd gleich hohe Gipfel (⊙ und ⊙), die Weiße Spitze und Rote Spitze genannt werden. Der östlichere mit einer Höhe von 2962 m ü. A. ist der höchste Punkt der Gruppe. Darin sind sich Kartenwerke und Literatur einig. Allerdings ist die Zuordnung der Namen zu den beiden Gipfeln strittig. Während der Großteil der Alpinliteratur, die amtlichen Kartenwerke und die Bewohner des südlich des Gebirgszuges gelegenen Villgratentals den östlichen, höheren Gipfel als die Weiße Spitze bezeichnen, und den westlichen, niedrigeren Nachbargipfel als die Rote Spitze, ist die Bezeichnung aus dem nördlich der Gruppe gelegenen Defreggental und in einem Wanderbuch genau umgekehrt, dort heißt der höchste Punkt Rote Spitze.
Da sich aus den Quellen keine eindeutige Namenszuordnung ergibt, wird hier der Darstellung des Bundesamts für Eich- und Vermessungswesen der Vorzug gegeben. Somit ist für den Zweck der einheitlichen Festlegung der östliche, höhere Gipfel die Weiße Spitze.

## Gipfel
Kein Gipfel der Villgratner Berge erreicht die 3000-Meter-Marke, allerdings sind 20 Gipfel höher als 2800 m ü. A.
Es sind dies (nach Höhe sortiert):
- Weiße Spitze, 2962 m ü. A.
- Rote Spitze, 2956 m ü. A.
- Hochgrabe, 2951 m ü. A.
- Großes Degenhorn, 2946 m ü. A.
- Gölbner, 2943 m ü. A.
- Gumriaul, 2918 m ü. A.
- Storfenspitze, 2895 m ü. A.
- Regenstein, 2891 m ü. A.
- Hochleitenspitze, 2877 m ü. A.
- Kleines Degenhorn, 2849 m ü. A.
- Wagensam Spitz, 2849 m ü. A.
- Kärlskopf, 2836 m ü. A.
- Wildegg, 2830 m ü. A.
- Deferegger Pfannhorn, 2820 m ü. A.
- Rote Wand, 2818 m ü. A.
- Rappler, 2812 m ü. A.
- Großer Leppleskofel, 2811 m ü. A.
- Bockstein, 2805 m ü. A.
- Kugelwand, 2803 m ü. A.
- Großes Arnhorn, 2800 m ü. A.

Lohnende Ziele stellen auch die leicht zu ersteigenden Berg Toblacher Pfannhorn (2663 m ü. A.) und Böses Weibele (2521 m ü. A.) dar.

## Täler
Von Süden führen fünf größere Täler in die Villgratner Berge: das unbesiedelte Wilfernertal, das beim Ortsteil Thal der Gemeinde Assling mündet, das ebenfalls unbesiedelte Kristeinertal, das Villgratental mit den Gemeinden Außer- und Innervillgraten, das Silvestertal sowie das größtenteils zur Gemeinde Gsies gehörende Gsieser Tal.
Begrenzt werden die Villgratner Berge im Norden vom Defereggental, im Osten vom Iseltal, im Südosten vom Lienzer Talboden, im Süden vom Pustertal und im Westen vom Antholzer Tal. Die Grenze zur Rieserfernergruppe bildet der Staller Sattel. Besonders erwähnenswert ist innerhalb der Villgratner Berge das Gsieser Törl als Übergang vom Südtiroler Gsieser Tal zum Osttiroler Defereggental, das nach dem Ersten Weltkrieg bis in die 1970er Jahre hinein als Schmugglerweg zwischen Österreich und Italien benutzt wurde.

## Benachbarte Gebirgsgruppen
Die Villgratner Berge grenzen an die folgenden anderen Gebirgsgruppen der Alpen:
- Venedigergruppe (mit den Untergruppen Panargenkamm und Lasörlinggruppe) (im Norden)
- Granatspitzgruppe (im Nordosten)
- Schobergruppe (im Osten)
- Gailtaler Alpen (im Südosten)
- Karnischer Hauptkamm (im Süden)
- Dolomiten (im Südwesten)
- Rieserfernergruppe (im Nordwesten)

## Hütten
In den Villgratner Bergen gibt es eine Hütte des Alpenvereins sowie mehrere private Hütten und Jausenstationen:
- Hochsteinhütte (ÖAV Sektion Lienz): Höhe: 2023 m ü. A., bewirtschaftet von Anfang Mai bis Ende Oktober und von Dezember bis Mitte März, 12 Betten, 8 Matratzenlager, Talort: Lienz, Gehzeit vom Ende der Mautstraße: 10 Minuten
- Gölbnerblickhütte (privat): Höhe: 1824 m ü. A., bewirtschaftet von Anfang Juni bis Ende September, 4 Betten, Talort: Anras, Gehzeit vom Parkplatz im Kristeinertal: 20 Minuten
- Volkzeinerhütte (privat, früher als Sillianer Hütte ÖAV Sektion Sillian): Höhe: 1886 m ü. A., bewirtschaftet von ca. Pfingsten bis Mitte Oktober, 30 Betten, 10 Matratzenlager, Talort: Außervillgraten, Gehzeit vom Parkplatz im Winkeltal: 5 Minuten
- Unterstalleralm (privat): Höhe: 1664 m ü. A., bewirtschaftet von Mitte Mai bis Mitte Oktober, nur Jausenstation. Zimmer kann man in den umliegenden Almhütten mieten, Talort: Innervillgraten, direkt am Parkplatz im Arntal
- Jausenstation Kalkstein (privat): Höhe: 1641 m ü. A., bewirtschaftet in der Sommer- und Wintersaison, Übernachtungsmöglichkeiten im Gasthof Bad Kalkstein oder im Haus Bethanien des Kalasantinerordens, Talort: Kalkstein, direkt am Parkplatz.
- Thurntalerrast (privat): Höhe: 1978 m ü. A., bewirtschaftet von Mitte Dezember bis Ostern und von Mitte Juni bis Mitte Oktober, 5 Ferienwohnungen, Talort: Außervillgraten, direkt anfahrbar über die Fraktion Unterwalden
- Bonner Hütte (privat, früher DAV Sektion Bonn): Höhe: 2340 m ü. A., bewirtschaftet von Ende Mai bis Ende Oktober, 14 Betten 11 Lager, Talort: Toblach, Gehzeit von Kandellen ca. 2–3 Stunden